# 24-Stunden-Rennen von Spa-Francorchamps 1933

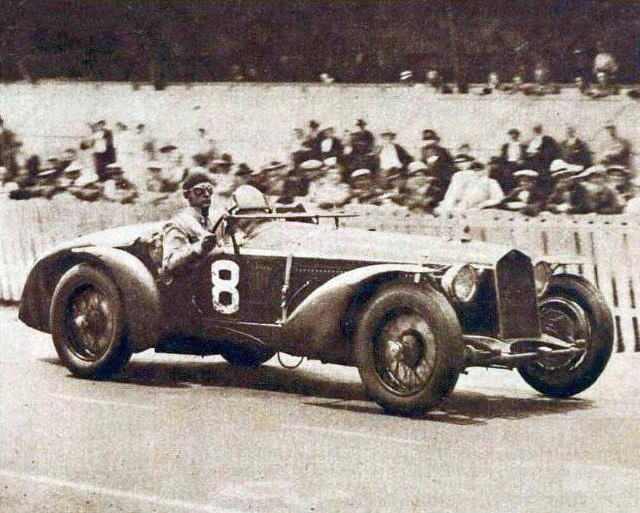
Das Alfa-Romeo-8C-2300-Monza-Fahrgestell mit dem Luigi Chinetti gemeinsam mit Raymond Sommer das 24-Stunden-Rennen von Le Mans 1932 gewann. In Spa gewann Chinetti das Rennen mit diesem Wagen mit Partner Louis Chiron

Das zehnte 24-Stunden-Rennen von Spa-Francorchamps, auch Belgian Touring Car Grand Prix, 24 heures de Spa, fand am 1. und 2. Juli 1933 auf dem Circuit de Spa-Francorchamps statt.

## Das Rennen
Nach dem Doppelsieg 1932 meldete Enzo Ferrari für seine Scuderia auch 1933 Fahrzeuge für das 24-Stunden-Rennen in Spa. Luigi Chinetti fuhr den Alfa Romeo 8C 2300 Monza mit verlängertem Heck, mit dem er gemeinsam mit Raymond Sommer 1932 das 24-Stunden-Rennen von Le Mans gewonnen hatte. Sein Partner in Spa war der Monegasse Louis Chiron. Sommers Teamkollege in Spa war Henri Stoffel. Der dritte Scuderia-Ferrari-8C war ein 2300 MM für Antonio Brivio und Eugenio Siena. 
Mitte der 1930er-Jahre stammte fast die Hälfte der in Belgien zugelassenen Straßenfahrzeuge aus US-amerikanischer Produktion. Das spiegelte sich auch in der Meldeliste wider, in der sich Wagen von Graham-Paige, Essex Terraplane, Argo und Auburn befanden. 
Für ein besonderes Spektakel sorgte Raymond Sommer. Nachdem er den Alfa Romeo in Führung liegend an Henri Stoffel übergeben hatte, flog er mit einem Privatflugzeug nach Reims, um am Sonntagvormittag am Grand Prix de la Marne teilnehmen zu können. Er beendete das Rennen auf dem Circuit de Reims-Gueux hinter Philippe Étancelin und Jean-Pierre Wimille an der dritten Stelle, kehrte nach Spa zurück und fuhr die letzten beiden Rennstunden bis in Ziel. Stoffel verlor die Führung nach einem Unfall im Streckenbereich Stavelot, wo er ein Rad verlor. Beim Anbringen des Ersatzrades verlor er wertvolle Zeit und wurde vom Chinetti/Chiron-Wagen überholt. Der lange das Feld anführende Antonio Brivio war in der Nacht, nach einem Getriebeschaden am Alfa Romeo, ausgefallen. Im Ziel hatten Chiron und Chinetti eine Runde Vorsprung auf die Teamkollegen Sommer und Stoffel.

## Ergebnisse

### Schlussklassement
| 1           | 3.0   | 68 | Scuderia Ferrari           | Louis Chiron Luigi Chinetti       | Alfa Romeo 8C 2300 Monza | 189 |
| 2           | 3.0   | 66 | Scuderia Ferrari           | Raymond Sommer Henri Stoffel      | Alfa Romeo 8C 2300       | 188 |
| 3           | 3.0   | 62 | Frédéric Théllusson        | Albert Greeve Frédéric Théllusson | Alfa Romeo 8C 2300       | 181 |
| 4           | 4.0   | 86 | Jean Desvignes             | Jean Desvignes Marcel Mongin      | Bugatti T49              | 164 |
| 5           | 4.0   | 84 |                            | d’Orban Collon                    | Bugatti T49              | 159 |
| 6           | 2.0   | 34 | Fabrique Nationale Herstal | Jackens Jusay                     | F.N. Prince Baudoin      | 158 |
| 7           | 2.0   | 32 | Fabrique Nationale Herstal | Jacques Lecomte Salmon            | F.N. Prince Baudoin      | 158 |
| 8           | + 4.0 | 92 | Vladimir Narichkine        | Vladimir Narichkine Trixi         | Graham-Paige             | 150 |
| 9           | 4.0   |    | Viglielmo Matozza          | Viglielmo Matozza Meert           | Alfa Romeo RLTF          | 149 |
| 10          | 4.0   |    | Maurice Vasselle           | Helaers Maurice Vasselle          | Hotchkiss AM80           | 148 |
| 11          | 4.0   |    |                            | Etienne Haye                      | Essex Terraplane         | 148 |
| 12          | 2.0   | 30 | Fabrique Nationale Herstal | Telesphore Georges Mathot         | F.N. Prince Baudoin      | 145 |
| 13          | 2.0   |    | André Rousseau             | André Rousseau François Paco      | Alfa Romeo 6C 1750 GS    | 144 |
| 14          | 1.1   | 12 | Arthur Duray               | Arthur Duray Jean de Gavardie     | Amilcar C6               | 141 |
| 15          | 1.1   |    | Bollack Netter et Cie      | Jean Treunet Manuel               | B.N.C.                   | 139 |
| 16          | 2.0   |    |                            | Demoulin Pons                     | Bugatti                  | 131 |
| 17          | 1.1   |    | Bollack Netter et Cie      | Albert Alin Adrien Alin           | B.N.C.                   | 126 |
| Ausgefallen |       |    |                            |                                   |                          |     |
| 18          | 3.0   | 64 | Scuderia Ferrari           | Antonio Brivio Eugenio Siena      | Alfa Romeo 8C 2300 MM    |     |
| 19          | 3.0   |    |                            | Humblet Walther Grosch            | Alfa Romeo 8C 2300       |     |
| 20          | + 4.0 |    |                            | Frans Oger                        | Auburn                   |     |
| 21          | 2.0   |    |                            | Longueville Ernest André          | Bugatti                  |     |
| 22          | 1.1   |    |                            | van Parijs Heulewijck             | B.N.C.                   |     |
| 23          | 1.1   |    | Louis Abit                 | Louis Abit 1                      | Argo                     |     |
| 24          | 1.1   |    |                            | A. B. Gilbert Gaston Robail       | Rally                    |     |
| 25          | 4.0   |    |                            | Rezzaghi G. Guerrini              | Lancia                   |     |
| 26          | 4.0   |    |                            | Schiffelers Kominckx              |                          |     |
| 27          | 1.1   |    | Gaston Delalande           | Gaston Delalande Ghelfi           | B.N.C.                   |     |
| 28          | 2.0   |    |                            | Roberfroid Louis Eggen            | Bugatti                  |     |
| 29          | + 4.0 |    |                            | Bourgier Montel                   | Lorraine-Dietrich Sport  |     |
| 30          | 1.1   |    | Bollack Netter et Cie      | Gaston Duval Judet                | B.N.C.                   |     |
| 31          | 1.1   |    | Jean Danne                 | Jean Danne Charles Duruy          | Rally NCP                |     |
| 32          | 1.1   |    |                            | Jean-Marie Texidor Texidor        |                          |     |
| 33          | 1.1   |    |                            | Ferbeck Telliaes                  | La Perle                 |     |

1 es ist nicht bekannt, ob Louis Abit das Rennen als Alleinfahrer bestritt, oder in den Ergebnislisten nur der Teamkollege fehlt

### Nur in der Meldeliste
Hier finden sich Teams, Fahrer und Fahrzeuge, die ursprünglich für das Rennen gemeldet waren, aber aus den unterschiedlichsten Gründen daran nicht teilnahmen.
| Pos. | Klasse | Nr. | Team         | Fahrer                           | Chassis            |
| ---- | ------ | --- | ------------ | -------------------------------- | ------------------ |
| 34   |        |     |              | David Jeunehomme                 | Georges Irat       |
| 35   |        |     |              | A. Denly Gallez                  | MG                 |
| 36   |        |     |              | Lalous Alphonse Evrard           | Bugatti            |
| 37   |        |     |              | Fourcet                          | Mercedes-Benz      |
| 38   |        |     |              | Nicolas Caerels Franz Gouvion    | Mistral            |
| 39   |        |     |              | John Ludovic Ford Maurice Baumer | MG                 |
| 40   |        |     |              | Weinberg                         | Alfa Romeo         |
| 41   |        |     |              | Moysan Tragniere                 | Marguerite         |
| 42   |        |     |              | Louis Gas Gavoux                 | Bentley            |
| 43   |        |     |              | Penner Pigranol                  | Bugatti            |
| 44   |        |     | Norman Black | Norman Black Ron Gibson          | MG J-Type 4 Midget |

### Klassensieger
| Klasse  | Fahrer              | Fahrer           | Fahrzeug                 | Platzierung im Gesamtklassement |
| ------- | ------------------- | ---------------- | ------------------------ | ------------------------------- |
| S + 4.0 | Vladimir Narichkine | Trixi            | Graham-Paige             | Rang 8                          |
| S 4.0   | Jean Desvignes      | Marcel Mongin    | Bugatti T49              | Rang 4                          |
| S 3.0   | Louis Chiron        | Luigi Chinetti   | Alfa Romeo 8C 2300 Monza | Gesamtsieg                      |
| S 2.0   | Jackens             | Jusay            | F.N. Prince Baudoin      | Rang 6                          |
| S 1.1   | Arthur Duray        | Jean de Gabardie | Amilcar C6               | Rang 14                         |

### Renndaten
- Gemeldet: 44
- Gestartet: 33
- Gewertet: 17
- Rennklassen: 5
- Zuschauer: unbekannt
- Wetter am Renntag: unbekannt
- Streckenlänge: 14,914 km
- Fahrzeit des Siegerteams: 24:00:00.000 Stunden
- Gesamtrunden des Siegerteams: 189
- Gesamtdistanz des Siegerteams: 2806,316 km
- Siegerschnitt: 116,934 km/h
- Pole Position: unbekannt
- Schnellste Rennrunde: Louis Chiron – Alfa Romeo 8C 2300 Monza (#68)
- Rennserie: zählte zu keiner Rennserie